# Daniel Wernig
Daniel Wernig (* 23. Februar 1988) ist ein ehemaliger deutscher Handballspieler. Der Linkshänder spielte über sieben Jahre lang auf der Position Rechtsaußen beim TV 05/07 Hüttenberg. Mittlerweile ist er als Handballtrainer tätig.

## Vereinskarriere
Daniel Wernig war als Jugendspieler für den VFL Goldstein aktiv, ehe der Rechtsaußen in der A-Jugend zur TSG Münster wechselte. Bei den Kelkheimern reifte der Jugend- und Junioren-Nationalspieler weiter und wurde bald im Herren-Team eingesetzt. Mit dem Deutschen Handballbund wurde Wernig 2004 Vizeweltmeister der Junioren. Es folgten der Eintritt in den Profikader der TSG und mehrere Saisons in der 2. Handball-Bundesliga. Über eine kurze Station beim DHC Rheinland, mit dem er ein Jahr lang in der 1. Handball-Bundesliga aktiv war, zog es den Linkshänder im Sommer 2011 wieder zurück zur TSG Münster. Ein Jahr später folgte der Wechsel zum TV 05/07 Hüttenberg, der gerade aus der 1. Handball-Bundesliga abgestiegen war.
Mit den Mittelhessen stieg Wernig sogar 2015 in die dritte Liga ab, nur um ein Jahr später den direkten Wiederaufstieg zu erreichen. In der Saison 2016/17 gelang dem TVH-Team und Daniel Wernig der sensationelle Durchmarsch durch die zweite Bundesliga bis in die DKB-Handball-Bundesliga. Im Sommer 2019 wechselte er zum Drittligisten HSG Hanau. Im ersten Spiel der Saison 2019/20 zog er sich nach 10 Spielminuten einen Kreuzbandriss zu. Kurz darauf beendete Wernig seine Spielerkarriere und übernahm im November 2019 das Traineramt vom Oberligisten TSG Münster. Wernig half ab September bis November 2020 beim Bundesligisten TSG Friesenheim aus, nachdem sich der etatmäßige Rechtsaußen Alexander Falk am Knie verletzte. In diesem Zeitraum warf er 19 Tore für Friesenheim.
Der Rechtsaußen ist alleiniger Rekordspieler in der 2. Bundesliga für die TSG Münster. Mit dem Verein ist Wernig weiterhin tief verbunden und engagiert sich bei den Handballcamps der TSG.

### Bundesligabilanz
| Saison    | Verein              | Spielklasse | Spiele | Tore | 7-Meter | Feldtore |
| --------- | ------------------- | ----------- | ------ | ---- | ------- | -------- |
| 2010/11   | DHC Rheinland       | Bundesliga  | 30     | 76   | 0       | 76       |
| 2017/18   | TV 05/07 Hüttenberg | Bundesliga  | 34     | 142  | 68      | 74       |
| 2020/21   | TSG Friesenheim     | Bundesliga  | 9      | 19   | 14      | 5        |
| 2010–2020 | gesamt              | Bundesliga  | 73     | 237  | 82      | 155      |

### Zweitligabilanz
| Saison    | Verein              | Spielklasse   | Spiele | Tore | 7-Meter | Feldtore |
| --------- | ------------------- | ------------- | ------ | ---- | ------- | -------- |
| 2012/13   | TV 05/07 Hüttenberg | 2. Bundesliga | 34     | 169  | 0       | 169      |
| 2013/14   | TV 05/07 Hüttenberg | 2. Bundesliga | 35     | 197  | 0       | 197      |
| 2014/15   | TV 05/07 Hüttenberg | 2. Bundesliga | 24     | 97   | 0       | 97       |
| 2016/17   | TV 05/07 Hüttenberg | 2. Bundesliga | 37     | 208  | 130     | 78       |
| 2018/19   | TV 05/07 Hüttenberg | 2. Bundesliga | 24     | 51   | 23      | 28       |
| 2012–2019 | gesamt              | 2. Bundesliga | 154    | 722  | 153     | 569      |

### Drittligabilanz
| Saison  | Verein              | Spielklasse   | Spiele | Tore | 7-Meter | Feldtore |
| ------- | ------------------- | ------------- | ------ | ---- | ------- | -------- |
| 2015/16 | TV 05/07 Hüttenberg | 3. Bundesliga | 30     | 132  | 0       | 132      |

### Erfolge
- Aufstieg mit dem TV 05/07 Hüttenberg in die 1. Bundesliga 2017
- Aufstieg mit dem TV 05/07 Hüttenberg in die 2. Bundesliga 2016
- Junioren-Vizeeuropameister 2004

## Nationalmannschaft
Daniel Wernig war deutscher Jugend- und Junioren-Nationalspieler. Mit der Junioren-Nationalmannschaft wurde er 2004 Vize-Europameister.
Länderspiele: 12  (Jugend) und 37 (Junioren)

## Trainer
Im August 2021 schloss er in der Sportschule Hennef die B-/C-Trainer-Kurzausbildung des Deutschen Handballbundes für ehemalige und aktuelle Profis ab.

## Beruf und Privates
Wernig ist gelernter kaufmännischer Verwalter von Wohnimmobilien.